# زرمرسهایم
زرمرسهایم (به فرانسوی: Sermersheim) یک کمون در فرانسه با جمعیت ۸۰۹ نفر است که در Canton of Benfeld واقع شده‌است.